# Prämeta
Prämeta (Prämeta Gesellschaft für Präzisionsmetall- und Kunststofferzeugnisse mbH & Co KG) ist ein deutscher Hersteller von Beschlägen sowie Medizinprodukten und war zeitweise auch Spielzeughersteller exklusiver Modellautos, die noch heute bekannte und geschätzte Sammlerstücke darstellen.

## Geschichte

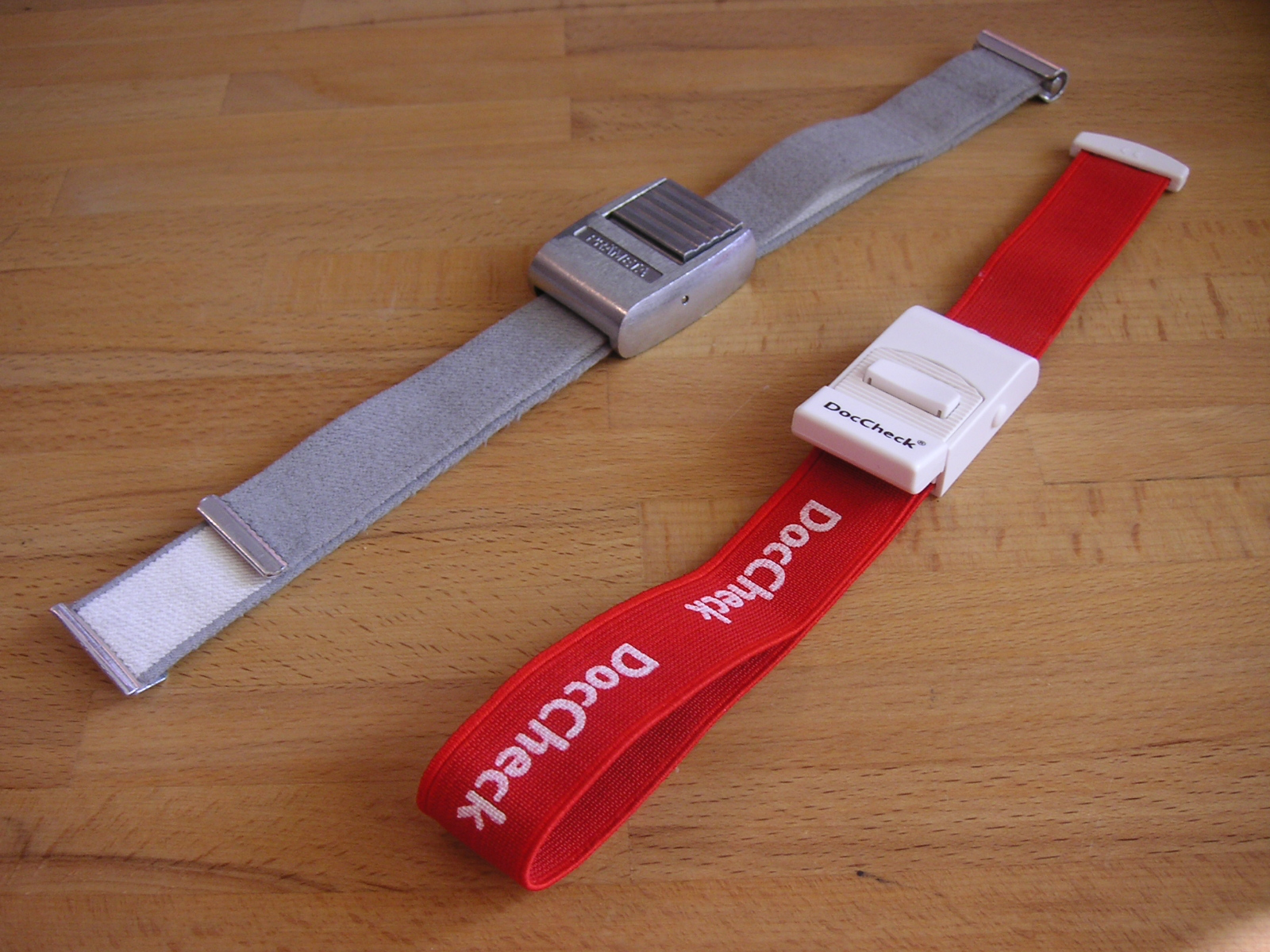
Zwei Venenstauer:
„Der graue Stauer“ und Modell eines anderen Herstellers

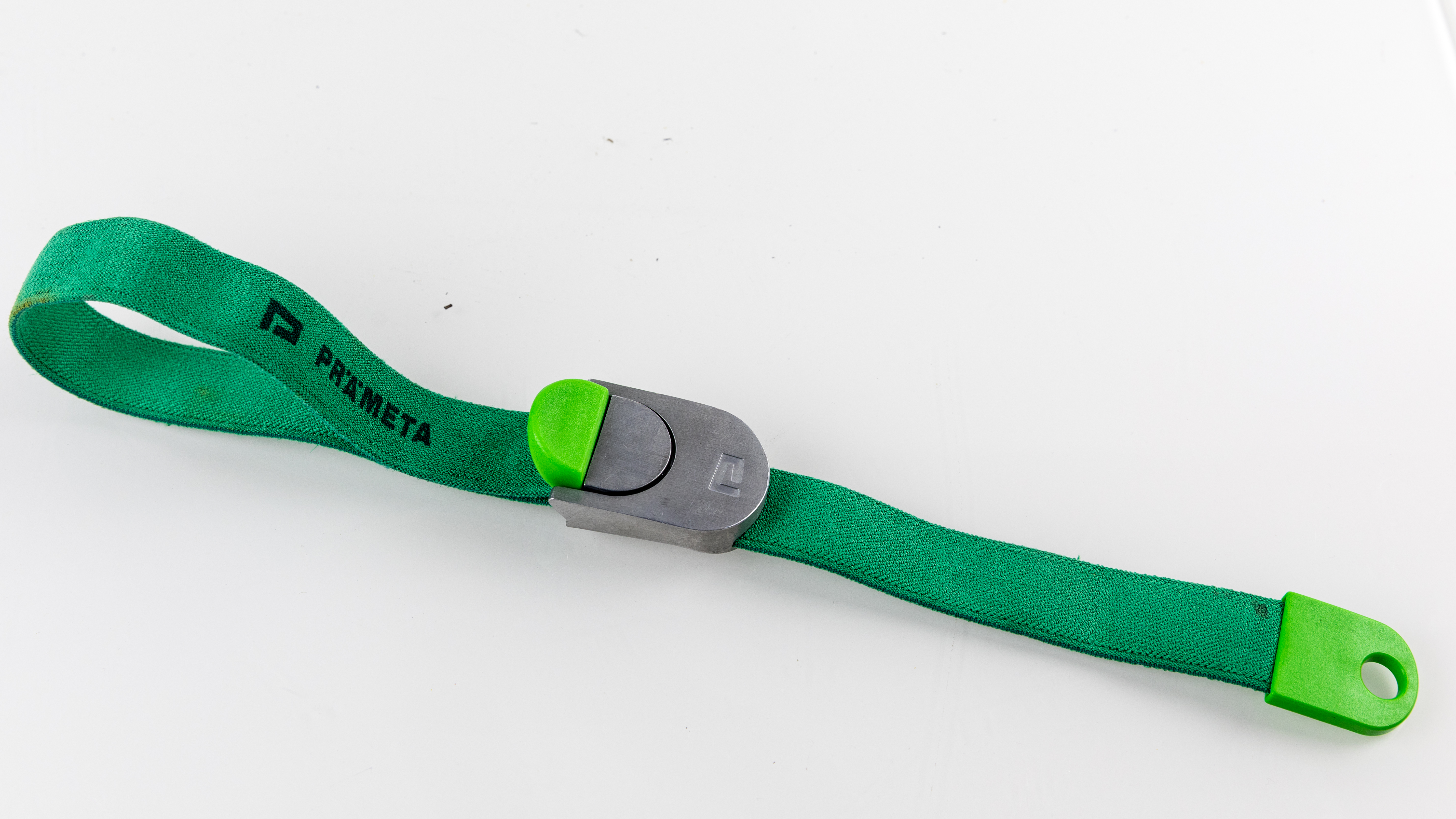
„Der grüne Stauer“

Die Firma Prämeta wurde 1946 von Ferdinand Freiherr von Soiron und seiner Frau in Köln gegründet. Anfangs war Prämeta eine Vertriebsgesellschaft für Scharniere. Für kurze Zeit war auch Fahrradzubehör im Programm. 1948 begann die Produktion der „Kölner Automodelle“ von Prämeta, die bis 1958 anhielt.
Der spätere „Geschäftsbereich Medizin“ geht zurück auf einen in den 1950er Jahren von dem Arzt Dr. Bumm erfundenen Venenstauer, dessen Fortentwicklungen seitdem als „Der graue Stauer“ und „Der grüne Stauer“ von Prämeta gefertigt und weltweit vertrieben werden; hinzu kamen andere spezielle Medizinprodukte.
Parallel dazu wurde der ursprüngliche Scharniervertrieb durch Eigenentwicklung und -produktion erweitert, die mit zu den heute im Möbelbau allgegenwärtigen  Topfscharnieren führte. Im heutigen „Geschäftsbereich Beschlag“ konzentriert sich die Firma auf die Entwicklung und Fertigung von Objektbändern und Spezialscharnieren.
Seit Eintritt des geschäftsführenden Gesellschafters Heinz Drooff im Jahr 1973 verkauften die Firmengründer die Mehrheit ihrer Anteile an dessen Familie sowie andere Eigner. Sein Sohn Heiner Drooff folgte ihm 1990 als Geschäftsführer und erwarb 2000 die bei Dritten liegenden Anteile an der Firma zurück; seitdem ist diese im reinen Familienbesitz. Im Jahr 2006 verlagerte die Firma ihren Sitz von Köln in das benachbarte Troisdorf.
Seit Mai 2020 hat Prämeta ihren Medizinbereich auf die Kölner Firma P. J. Dahlhausen & Co. GmbH übertragen, Hersteller von klinischem Zubehör.

## Automodelle

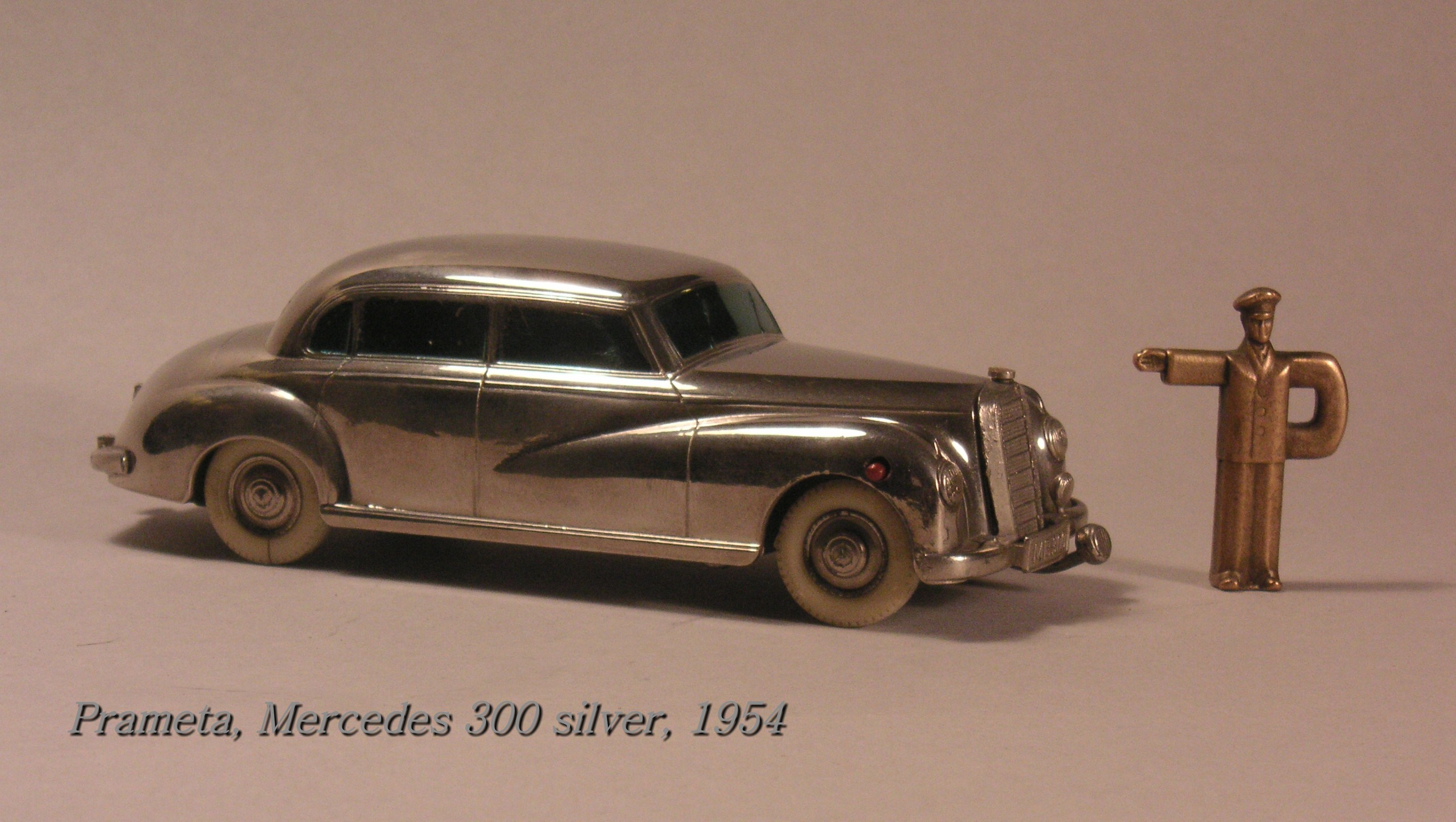
Mercedes 300 „Adenauer“

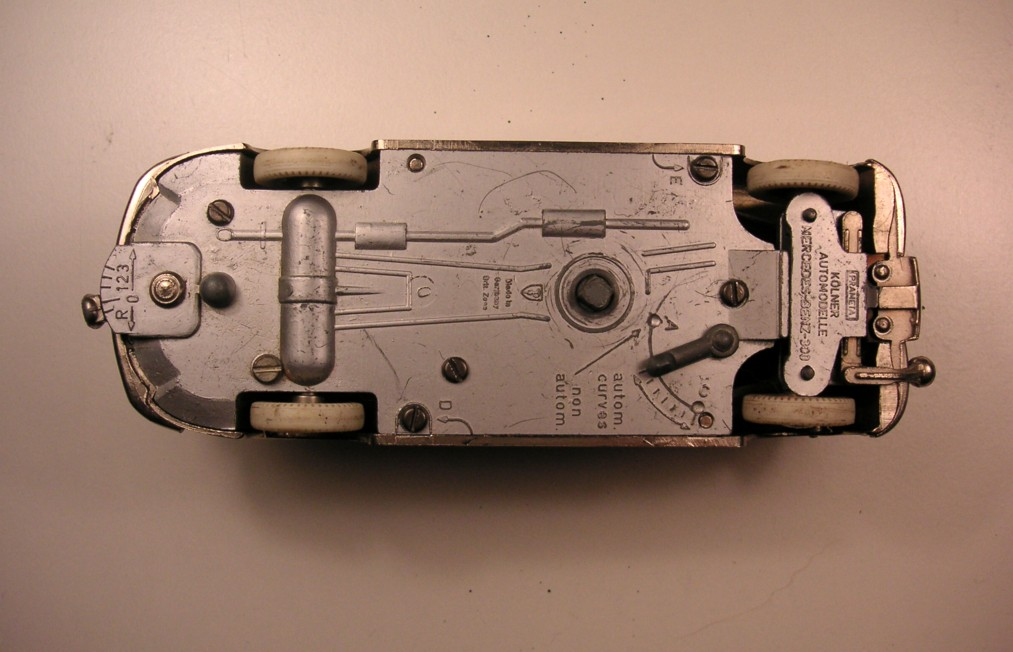
Mercedes 300, Unterseite

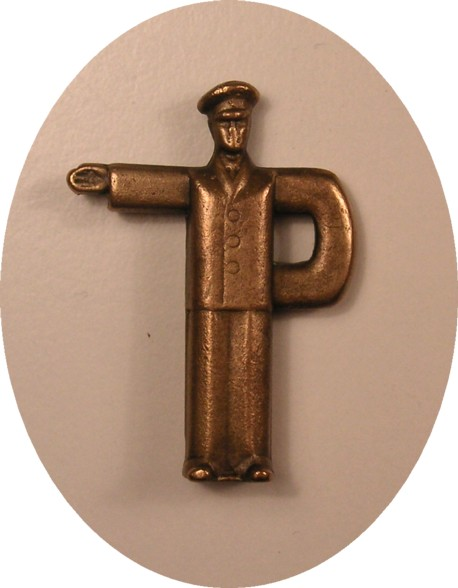
Prämeta Aufziehschlüssel

Prämeta produzierte unterschiedliche Automodelle im Spritzgussverfahren. Das erste war der VW 1200 „Brezelkäfer“ (Kdf) im Jahr 1948. 1953 kam der Mercedes 300 „Adenauer“ auf den Markt. Er war wahrscheinlich das am meisten verkaufte Prämeta-Modell. Den Mercedes gab es in verschiedenen Farben. Am beliebtesten waren die Modelle in glanzvernickelter Ausführung. Gemeinsam war den Prämeta-Spielzeugautos ihre gediegene Ausführung. Die Firma machte Reklame dafür, dass sich eine erwachsene Person auf den Wagen stellen könne, ohne dass dieser beschädigt wurde. Eine weitere Besonderheit war eine Art von vorprogrammierbarer Fahrschleife, die das Auto dann automatisch ausführte. Typisch war auch der Aufziehschlüssel in Form eines Verkehrspolizisten in der Pose des Buchstabens „P“, der für Prämeta steht.
1954 produzierte Prämeta den Jaguar XK 120. Als letztes Modell kam 1955 der Opel Kapitän. 1958 beendete Prämeta die Herstellung von Automodellen.